# De vooravond
De vooravond is een Nederlands praatprogramma van BNNVARA dat op werkdagen rechtstreeks werd uitgezonden op NPO 1. De presentatie was in handen van Fidan Ekiz en Renze Klamer. Het programma werd opgevolgd door Khalid & Sophie, van dezelfde omroep.

## Achtergrond
Na het wegvallen van De wereld draait door (afgekort DWDD), dat eind maart 2020 zijn laatste uitzending beleefde, ging de NPO op zoek naar presentatoren voor een nieuw praatprogramma op het tijdslot van DWDD, van 19.00 tot 20.00 uur. Uiteindelijk werd gekozen voor het duo Renze Klamer, die eerder Op vrijdag presenteerde, en Fidan Ekiz, onder andere bekend als tafeldame in DWDD en als presentatrice van De nieuwe maan. De vooravond moest de vroege avond om de twee à drie maanden afwisselen met Margriet van der Lindens talkshow M, uitgezonden door KRO-NCRV. Het tijdslot bleef hiermee deels in handen van BNNVARA, dat ook DWDD uitzond.
De eerste uitzending van De vooravond trok 1,05 miljoen kijkers. Het weekgemiddelde kwam uit op 1,00 miljoen.

### Einde programma
Na het tweede seizoen besloot BNNVARA om Ekiz en Klamer niet terug te laten keren als presentatoren van De vooravond. Volgens directeur content Gert-Jan Hox moest het programma urgenter worden. Dit besluit stuitte op veel kritiek. Het duo zou worden opgevolgd door Sophie Hilbrand en Khalid Kasem, die per 30 augustus 2021 afwisselend te zien zouden zijn als de nieuwe presentatoren. Later werd echter besloten dat De vooravond definitief van televisie zou verdwijnen. Het nieuwe programma met Kasem en Hilbrand kreeg de titel Khalid & Sophie.

## Inhoud
In het programma werden zaken besproken als politiek, sport, muziek, cultuur en amusement. Een vast onderdeel was 'De minuut van Ruud', een monoloog door huiscomedian Ruud Smulders. De uitzendingen werden afgesloten met commentaar van Marcel van Roosmalen, waarbij alleen zijn sprekende mond zichtbaar was. Deze werd met de computer op verscheidene bladen van een kamerplant aangebracht. In het tweede seizoen werd deze zogeheten studioplant vervangen door een hond.

## Publiek
Toen het programma in de zomer van 2020 van start ging, waren de publieke tribunes van Nederlandse talkshows al maanden leeg vanwege de coronapandemie. Bij De vooravond zat echter een gering aantal toeschouwers, waarbij de coronavoorschriften in acht werden genomen en alleen leden uit hetzelfde huishouden bij elkaar zaten. Later gingen gasten, die aan zouden schuiven aan tafel, eerst in het publiek plaatsnemen.

## Studio
Het programma werd opgenomen in de voormalige studio van DWDD, die het samen deelt met M. Gedurende het Eurovisiesongfestival 2021 werd er uitgezonden vanuit Rotterdam Ahoy, waarbij de studio werd gedeeld met Goedemorgen Nederland en Op1.

## Medewerkers

### Presentatoren
- Fidan Ekiz
- Renze Klamer

### Huiscomedian
- Ruud Smulders

### Columnist
- Marcel van Roosmalen

### Verslaggever
- Emma Wortelboer (politiek, 2021)

### Hoofdredacteuren[8]
- Steph Nigten
- Jerney Zwart